# Nuoto ai Giochi della XXX Olimpiade - Staffetta 4x100 metri misti maschile
La Staffetta 4x100 metri misti maschile dei Giochi di Londra 2012 è stata disputata il 3 e 4 agosto. Le nazioni partecipanti sono state sedici, per un totale di 72 atleti.
Gli Stati Uniti hanno conquistato l'ottavo titolo olimpico consecutivo nella specialità.

## Programma
| Data     | Ora (BST/UTC+1) | Turno    |
| -------- | --------------- | -------- |
| 3 agosto | 11:49           | Batterie |
| 4 agosto | 20:27           | Finale   |

## Record
Prima della competizione, i record mondiale e olimpico erano I seguenti:
| Record mondiale | 3'27"28 | Stati Uniti Aaron Peirsol (52"12) Eric Shanteau (58"57) Michael Phelps (49"72) David Walters (46"80) | 2 agosto 2009 Roma, Italia   |
| Record olimpico | 3'29"34 | Stati Uniti Aaron Peirsol (53"16) Brendan Hansen (59"27) Michael Phelps (50"15) Jason Lezak (46"76)  | 17 agosto 2008 Pechino, Cina |

Durante la competizione tali record non sono stati migliorati.

## Risultati

### Batterie
| Pos. | Nazione       | Atleti | Tempo   | Batt. | Corsia | Note |
| ---- | ------------- | --- | ------- | ----- | ------ | ---- |
| 1    | Stati Uniti   | Nick Thoman (53"31) Eric Shanteau (59"69) Tyler McGill (51"53) Cullen Jones (48"12)                          | 3'32"65 | 2     | 4      | Q    |
| 2    | Gran Bretagna | Liam Tancock (53"98) Craig Benson (59"68) Michael Rock (51"66) Adam Brown (48"22)                            | 3'33"44 | 1     | 1      | Q    |
| 3    | Giappone      | Ryōsuke Irie (53"08) Kōsuke Kitajima (59"47) Takeshi Matsuda (52"09) Takurō Fujii (49"00)                    | 3'33"64 | 2     | 3      | Q    |
| 4    | Australia     | Hayden Stoeckel (53"89) Brenton Rickard (59"95) Matt Targett (51"30) Tommaso D'Orsogna (48"59)               | 3'33"73 | 1     | 4      | Q    |
| 5    | Paesi Bassi   | Nick Driebergen (53"98) Lennart Stekelenburg (1'00"52) Joeri Verlinden (51"46) Sebastiaan Verschuren (47"82) | 3'33"78 | 1     | 3      | Q    |
| 6    | Germania      | Helge Meeuw (53"82) Christian vom Lehn (1'01"13) Steffen Deibler (51"18) Marco di Carli (48"15)              | 3'34"28 | 2     | 5      | Q    |
| 7    | Ungheria      | László Cseh (53"78) Dániel Gyurta (59"63) Bence Pulai (52"47) Dominik Kozma (48"56)                          | 3'34"44 | 2     | 6      | Q,   |
| 8    | Canada        | Charles Francis (53"91) Scott Dickens (1'00"60) Joe Bartoch (52"43) Brent Hayden (47"52)                     | 3'34"46 | 1     | 2      | Q    |
| 9    | Nuova Zelanda | Gareth Kean (54"01) Glenn Snyders (59"00) Andrew McMillan (52"77) Carl O'Donnell (48"74)                     | 3'34"52 | 2     | 2      |      |
| 10   | Francia       | Camille Lacourt (53"63) Giacomo Perez d'Ortona (1'00"03) Romain Sassot (52"17) Yannick Agnel (48"77)         | 3'34"60 | 2     | 7      |      |
| 11   | Cina          | Cheng Feiyi (53"70) Li Xiayan (1'00"96) Zhou Jiawei (51"44) Lü Zhiwu (48"55)                                 | 3'34"65 | 1     | 8      |      |
| 12   | Russia        | Vladimir Morozov (53"99) Vjačeslav Sin'kevič (1'00"80) Nikolaj Skvorcov (51"83) Andrej Grečin (48"32)        | 3'34"94 | 1     | 7      |      |
| 13   | Sudafrica     | Charl Crous (55"23) Cameron van der Burgh (58"96) Chad le Clos (51"83) Leith Shankland (49"21)               | 3'35"23 | 2     | 8      |      |
| 14   | Italia        | Mirco Di Tora (54"67) Fabio Scozzoli (1’00”28) Matteo Rivolta (53"10) Luca Dotto (48"83)                     | 3'36"88 | 1     | 5      |      |
| 15   | Brasile       | Thiago Pereira (54"45) Felipe França Silva (1'00"77) Kaio Almeida (53"61) Marcelo Chierighini (48"17)        | 3'37"00 | 1     | 6      |      |
| 16   | Polonia       | Radosław Kawęcki (54"65) Dawid Szulich (1'01"39) Paweł Korzeniowski (52"40) Kacper Majchrzak (49"72)         | 3'38"16 | 2     | 1      |      |

### Finale
| Pos.    | Nazione       | Atleti | Tempo   | Corsia | Note             |
| ------- | ------------- | --- | ------- | ------ | ---------------- |
| Oro     | Stati Uniti   | Matt Grevers (52"58) Brendan Hansen (59"19) Michael Phelps (50"73) Nathan Adrian (46"85)                     | 3'29"35 | 4      |                  |
| Argento | Giappone      | Ryōsuke Irie (52"92) Kōsuke Kitajima (58"64) Takeshi Matsuda (51"20) Takurō Fujii (48"50)                    | 3'31"26 | 3      |                  |
| Bronzo  | Australia     | Hayden Stoeckel (53"71) Christian Sprenger (59"05) Matt Targett (51"60) James Magnussen (47"22)              | 3'31"58 | 6      |                  |
| 4       | Gran Bretagna | Liam Tancock (53"40) Michael Jamieson (59"27) Michael Rock (51"74) Adam Brown (47"91)                        | 3'32"32 | 5      |                  |
| 5       | Ungheria      | László Cseh (53"40) Dániel Gyurta (59"01) Bence Pulai (51"82) Dominik Kozma (48"79)                          | 3'33"02 | 1      | Record nazionale |
| 6       | Germania      | Helge Meeuw (53"78) Christian vom Lehn (1'00"30) Steffen Deibler (50"91) Markus Deibler (48"07)              | 3'33"06 | 7      |                  |
| 7       | Paesi Bassi   | Nick Driebergen (53"79) Lennart Stekelenburg (1'00"24) Joeri Verlinden (51"86) Sebastiaan Verschuren (47"57) | 3'33"46 | 2      |                  |
| 8       | Canada        | Charles Francis (54"16) Scott Dickens (1'00"29) Joe Bartoch (52"32) Brent Hayden (47"42)                     | 3'34"19 | 8      |                  |